# Sarah Buis
Sarah Buis (* 20. März 2000) ist eine niederländische Wasserballspielerin. Sie war mit der niederländischen Nationalmannschaft Olympiadritte 2024, Weltmeisterin 2023, Weltmeisterschaftsdritte 2022 sowie Europameisterin 2024.

## Sportliche Karriere
Sarah Buis nahm 2015 mit der niederländischen Jugendauswahl an den Europaspielen in Baku teil. Sie war 2016 mit dem niederländischen Team Vierte und 2018 Fünfte bei der Jugendweltmeisterschaft. 2017 wurde sie Dritte und 2019 Zweite bei der Juniorinnenweltmeisterschaft.
Bereits bei der Weltmeisterschaft 2019 war sie auch in der Nationalmannschaft der Erwachsenen als Ersatztorhüterin hinter Joanne Koenders dabei, als die Niederländerinnen den siebten Platz belegten.
2022 kehrte Buis als Ersatztorhüterin hinter Laura Aarts zurück in die Nationalmannschaft. Die Mannschaft gewann Bronze 2022 bei der Weltmeisterschaft in Budapest und wurde Vierte bei der Europameisterschaft in Split. Bei der Weltmeisterschaft 2023 in Fukuoka bezwangen die Niederländerinnen im Halbfinale die Italienerinnen und im Finale die Spanierinnen. Beim Endstand von 12:12 wurde das Endspiel im Fünf-Meter-Schießen entschieden. Im Jahr darauf siegten die Niederländerinnen bei der Europameisterschaft in Eindhoven und wurden Fünfte bei der Weltmeisterschaft in Doha. Bei den Olympischen Spielen 2024 in Paris verloren die Niederländerinnen im Halbfinale nach Fünf-Meter-Schießen gegen die Spanierinnen. In diesem Spiel wirkte Buis ein Viertel mit, die anderen drei Viertel hütete Aarts das Tor. Im Spiel um den dritten Platz bezwangen die Niederländerinnen die Titelverteidigerinnen aus den Vereinigten Staaten. Buis kam in diesem Spiel nicht zum Einsatz.
Sarah Buis spielte 2024 bei UZSC in Utrecht.